# St. Joseph (Berlin-Wedding)
St. Joseph ist eine römisch-katholische Pfarrkirche in der Müllerstraße 161 im Berliner Ortsteil Wedding. Die unter Denkmalschutz stehende Kirche entstand nach einem Entwurf des Kirchenbaumeisters Wilhelm Rincklake aus der Abtei Maria Laach und dessen Überarbeitung durch den Berliner Architekten Wilhelm Frydag 1907–1909 als neoromanische dreischiffige Basilika mit Platz für 3000 Personen.
Während der Umbauphase der St.-Hedwigs-Kathedrale in Berlin-Mitte (seit dem Jahr 2018) wird die Kathedralliturgie in der St.-Josephs-Kirche als Ersatzort gefeiert.

## Geschichte

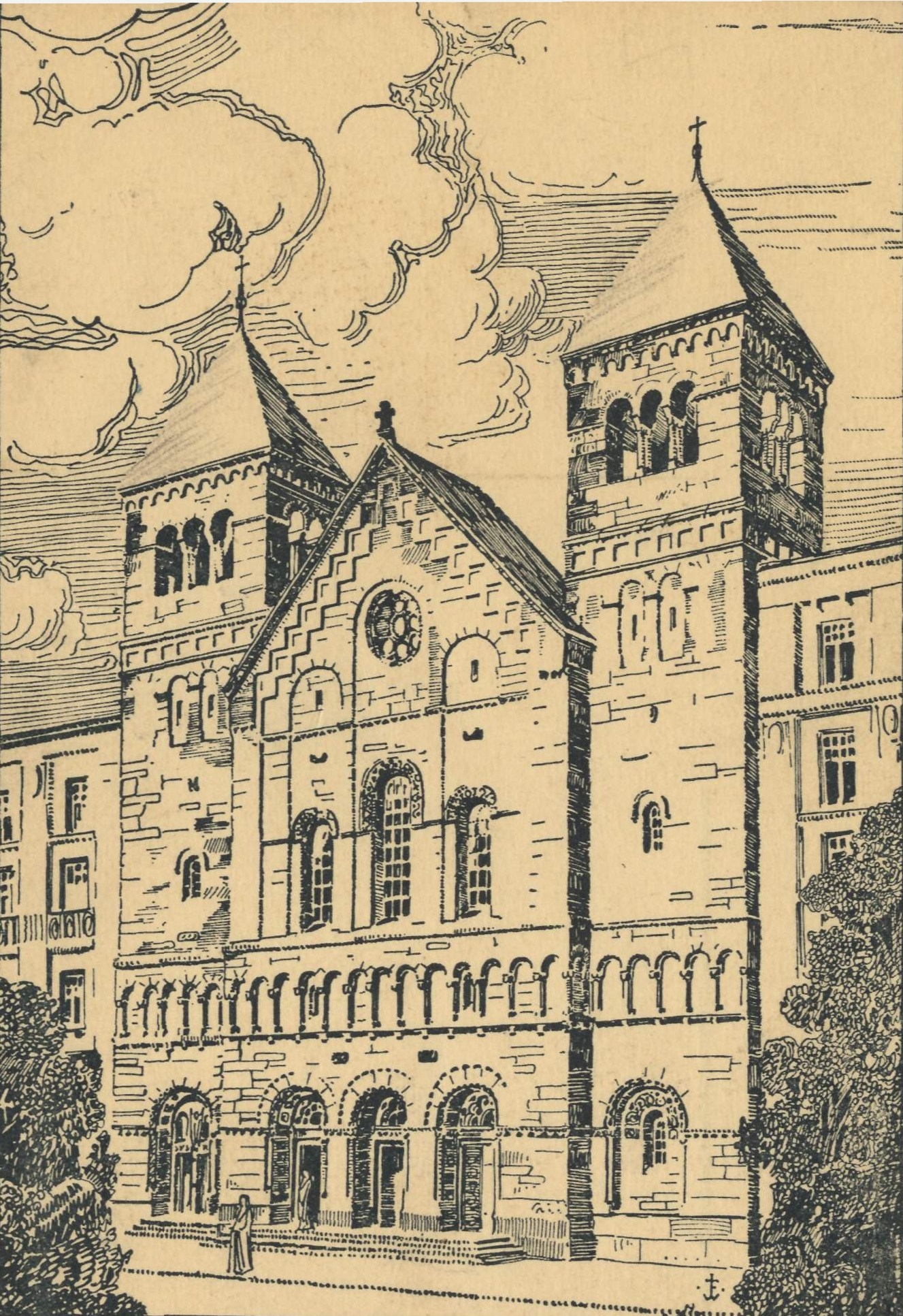
Entwurfszeichnung von 1907 zur St.-Joseph-Kirche im Wedding mit den ursprünglichen Pyramidendächern der Türme

Mit dem enormen Bevölkerungszuwachs in Berlin nach der Deutschen Reichsgründung kamen auch viele Katholiken aus den preußischen Provinzen in den Umkreis der St.-Sebastian-Kirche am Gartenplatz, 1902 waren es bereits mehr als 8000, sodass die Gründung einer weiteren Pfarrei im Wedding erwogen wurde, die dem heiligen Joseph von Nazareth, dem Patron der Arbeiter, gewidmet werden sollte. Als Baugrund dafür erwarb die katholische Gemeinde die doppelte Mietshausparzelle Müllerstraße 161. Mit Unterstützung des Kirchsammelvereins der St.-Sebastian-Kirchengemeinde entstand unter Verantwortung von Hermann Bunning zunächst auf dem Gelände zwischen der Müllerstraße 161 und der Willdenowstraße 8–11 eine Notkapelle für 200 Gläubige.
Nach einem Architekturwettbewerb erhielt der unentgeltliche Entwurf des Benediktinerpaters Ludgerus (Wilhelm Rincklake) den Zuschlag. Der Architekt Wilhelm Frydag überarbeitete die Pläne, nach denen Hermann Bunning den Bau leitete. Im September 1907 erfolgte die Grundsteinlegung. Bei der Kirchweihe am 2. Mai 1909 erhielt sie das Patrozinium des Josef von Nazaret. Im Jahr 1913 wurde die St.-Joseph-Gemeinde zur Pfarrei erhoben. Im Zweiten Weltkrieg beschädigt, ließ die Kirchgemeinde das Gotteshaus 1948/1949 in großen Teilen wiederherstellen. Die Wiederherstellung der Deckenbemalung und der Wandbilder im Langhaus erfolgte jedoch nicht, weil die Formen des Historismus seinerzeit abgelehnt wurden. Die ehemals hohen Pyramidendächer wurden durch sehr flache ersetzt. Die Ausstattung blieb in einigen Teilen erhalten, wurde aber nicht originalgetreu restauriert.

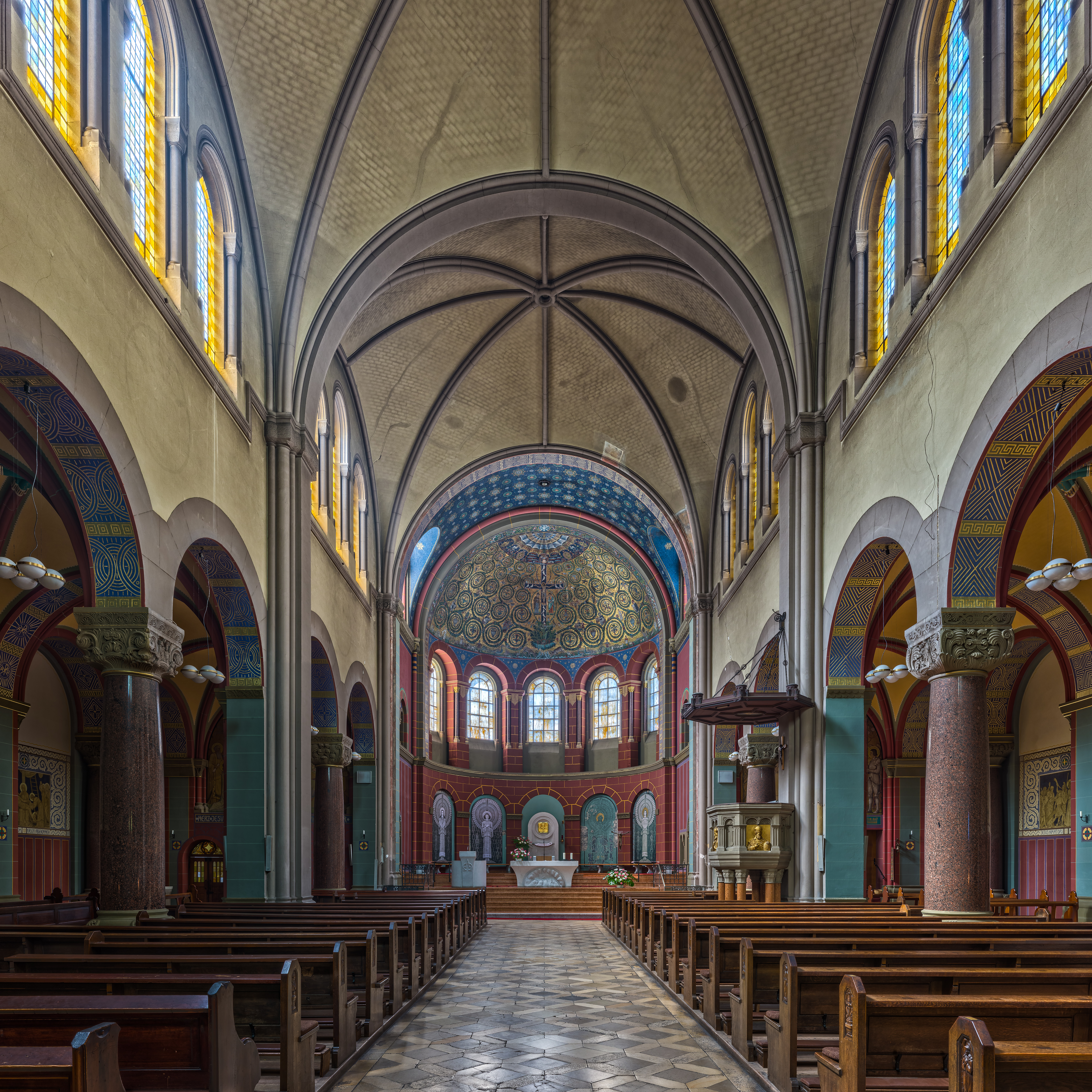
Mittelgang mit Blick zur Apsis

Der Altarraum erhielt 1989/1990 seine jetzige Gestaltung. Die Krypta unter der Apsis, bei einem Luftangriff im April 1945 zerstört, wurde 1995 in eine Gedenkstätte für die Opfer des Kriegs und den 1944 hingerichteten Priester Max Josef Metzger umgewandelt, dessen Namen auch die gegenüberliegende Grünanlage, der Max-Josef-Metzger-Platz, erhielt. Der ursprüngliche aufklappbare Hochaltar ging wie die gesamte Chorausstattung bei dem gleichen Luftangriff verloren.
Anfang des 21. Jahrhunderts wurde die Originalausmalung des Kirchenraums wieder aufgedeckt und restauriert, um sie als Gesamtkunstwerk der Beuroner Kunstschule zu erhalten.
Anfang März 2018 gab das Erzbistum Berlin bekannt, dass in der St.-Joseph-Kirche in der Zeit der Umbaumaßnahmen der St.-Hedwigs-Kathedrale ab September desselben Jahres die Kapitels- und Pontifikalämter von Erzbischof und Domkapitel gefeiert werden.
Die Pfarrei St. Joseph fusionierte im Januar 2019 mit den Pfarreien St. Aloysius, St. Laurentius, St. Paulus, St. Petrus und St. Sebastian zur Pfarrei St. Elisabeth im Erzbistum Berlin.

## Architektur

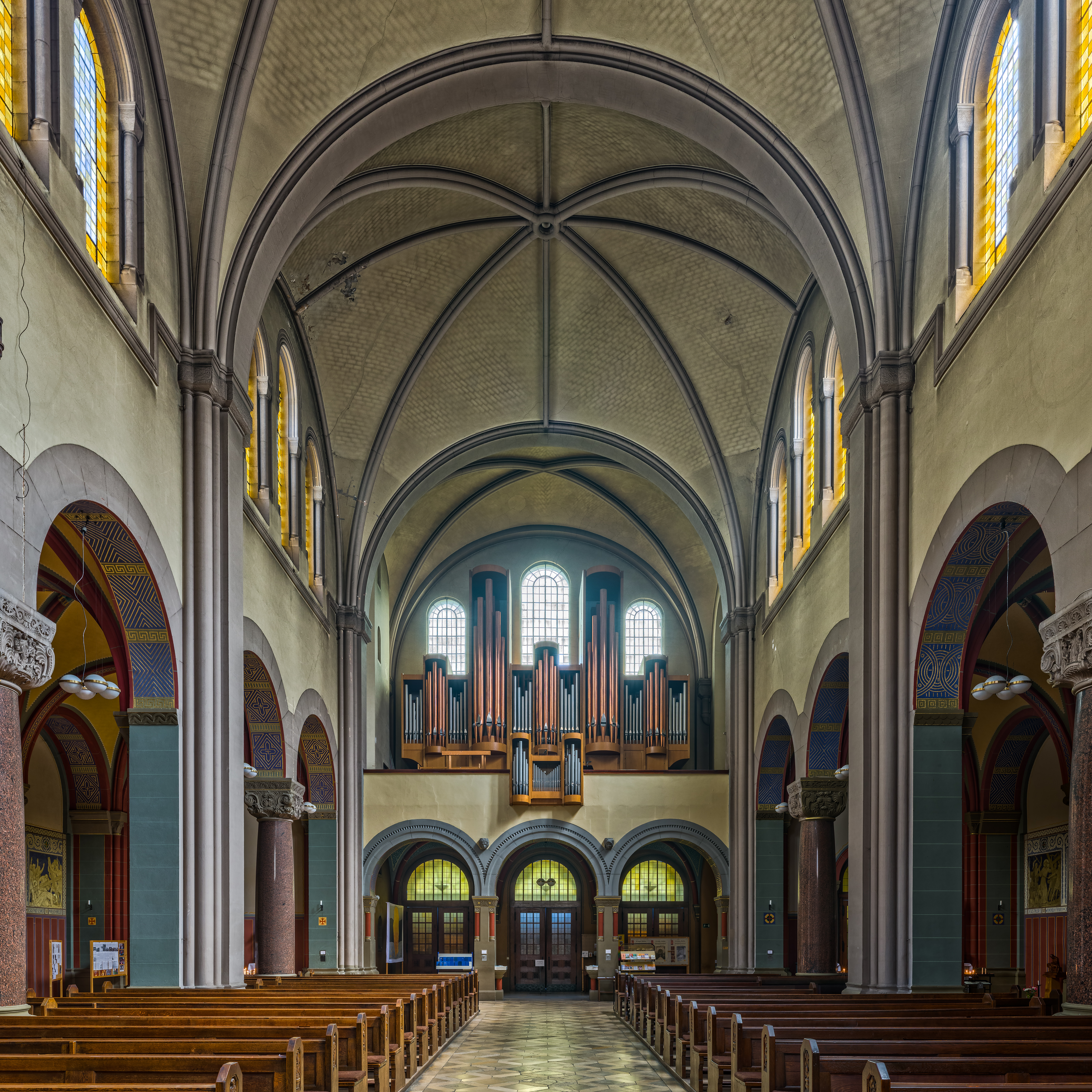
Blick zur Orgelempore

Die neoromanischen Formen der in die geschlossene Bebauung der Müllerstraße eingefügten St.-Joseph-Kirche mit dem konventionellen Grundriss einer dreischiffigen Basilika basieren auf romanischen Vorbildern des 12. Jahrhunderts im Rheinland. Die Seitenschiffe sind, dem rheinischen Stützenwechsel folgend, durch Pfeiler und Säulen abgeteilt. Sechs monolithische Säulen aus rotem Granit stützen die Arkaden der Seitenschiffe. Sie sind mit Sandsteinkapitellen, die Szenen der alttestamentlichen Josephsgeschichte abbilden, geschmückt. An das Langhaus mit großen Obergaden, über das sich ein dreijochiges Kreuzrippengewölbe erstreckt, schließt sich eine halbrunde Apsis an, die außen polygonal ummantelt ist.
Die mit grauem Kalkstein verkleideten Fassade der Zweiturmfront, hinter denen die Seitenschiffe liegen, und der vortretende Mittelschiffgiebel sind durch Friese und Gesimse waagerecht gegliedert. Die Turmspitzen sind 31 Meter hoch. Über den fünf durch einen ornamentalen Fries verbundenen Rundbogenportalen im Sockelgeschoss befindet sich eine falsche Zwerggalerie. Das Giebelfeld ist in großen Blenden gegliedert, über dem mittleren von drei Rundbogenfenstern befindet sich eine Rosette.
Die beiden gedrungenen Türme mit quadratischem Grundriss haben im Glockengeschoss auf allen Seiten Drillingsarkaden als Schallöffnungen.

## Ausstattung

### Altar, Kanzel und Weiteres
Die Innenausstattung blieb noch bis in die 1920er Jahre unvollständig. Erst 1923 wurde das Mosaik im Altarraum, das weitgehend original erhalten ist, angebracht; es handelt sich hierbei um eine Nachbildung des hochmittelalterlichen Apsismosaiks der Oberkirche von San Clemente in Rom. Die 1925/1926 ausgeführten Wandgemälde verdeutlichen die künstlerischen Vorstellungen der Beuroner Kunstschule. Die von zwölf roten Marmorsäulchen getragene Kanzel wird über eine Sandsteintreppe betreten. Der Altarraum wurde 1989/1990 neu gestaltet. In die fünf hohen Rundbogenfenster der Apsis wurden Kryolithglasscheiben mit Alabastercharakter eingesetzt. Der Altartisch, die Stele der Tabernakel, der Ambo und der Priestersitz wurden aus Carraramarmor gefertigt. Der neoromanische Marienaltar ist im Original erhalten. Vor der alten Taufkapelle im Turmuntergeschoss, die heute nicht mehr benutzt wird, steht die originale Figur der Maria Immaculata aus Terrakotta. 1981 wurde die neue Orgel vom Orgelbau Eisenbarth aus Passau geweiht.

### Orgel

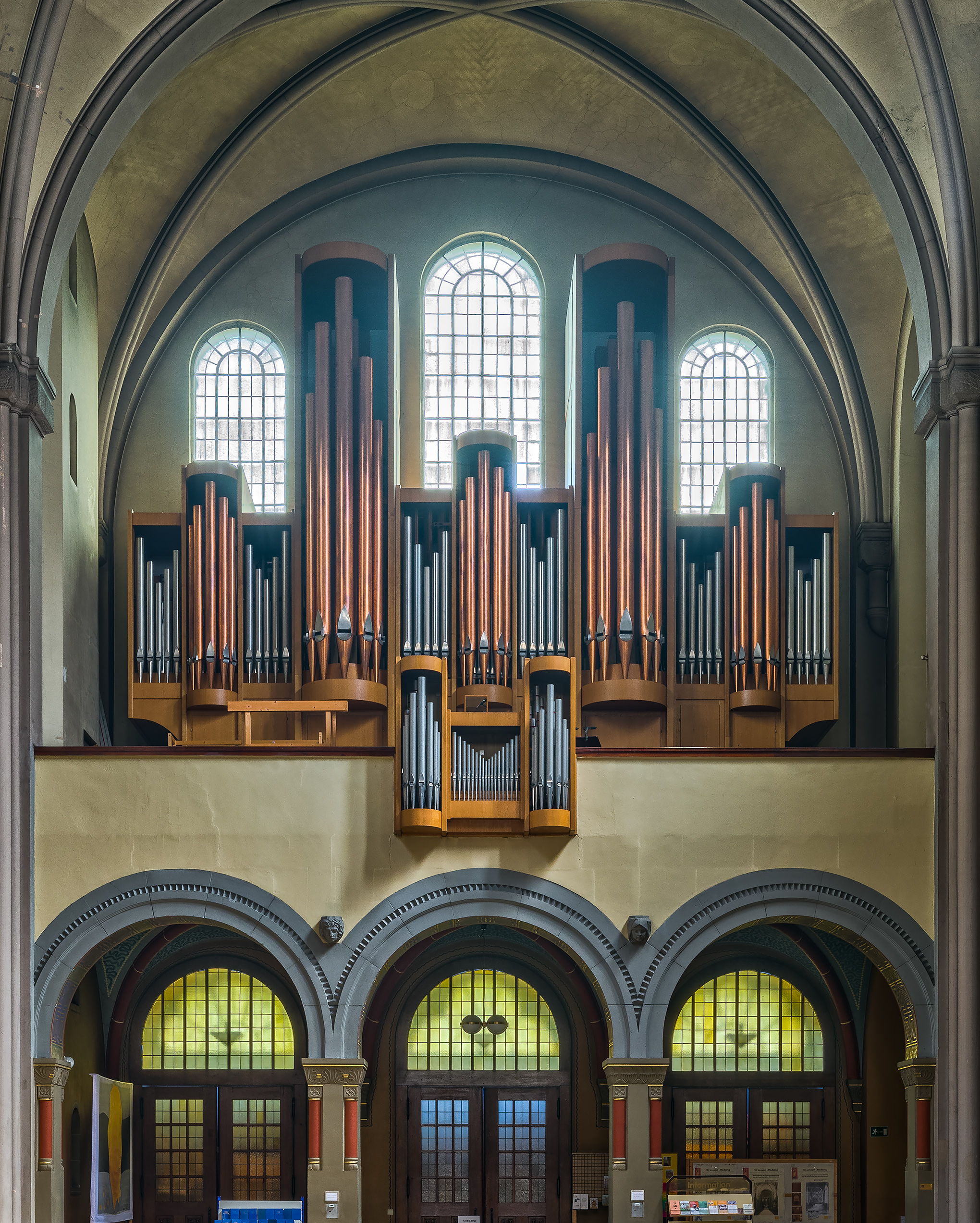
Die Eisenbarth-Orgel

Die Orgel, 1981 von der Orgelbaufirma Wolfgang Eisenbarth Orgelbau (Passau) hergestellt, ist ein Schleifladen-Instrument mit 48 Registern (darunter fünf Transmissionen) auf drei Manualwerken und Pedal. Die Spieltrakturen sind mechanisch, die Registertrakturen sind elektrisch.
| I Rückpositiv C–g3 |                     |        |
| 1.                 | Bourdon             | 08′    |
| 2.                 | Quintade            | 08′    |
| 3.                 | Praestant           | 04′    |
| 4.                 | Koppelflöte         | 04′    |
| 5.                 | Überblasend Gedackt | 02′    |
| 6.                 | Quinte              | 01 ⁄3′ |
| 7.                 | Scharff V           | 01 ⁄3′ |
| 8.                 | Zimbel III          | 01⁄6′  |
| 9.                 | Cromorne            | 08′    |
|                    | Tremulant           |        |

| II Hauptwerk C–g3 |                   |         |
| 10.               | Schwegel          | 16′     |
| 11.               | Praestant         | 08′     |
| 12.               | Rohrflöte         | 08′     |
| 13.               | Salizional        | 08′     |
| 14.               | Oktave            | 04′     |
| 15.               | Flûte traversière | 04′     |
| 16.               | Hohlquinte        | 02 ⁄3′  |
| 17.               | Blockflöte        | 02′     |
| 18.               | Weitterz          | 01 3⁄5′ |
| 19.               | Ottavino          | 01′     |
| 20.               | Mixtur V–VII      | 02′     |
| 21.               | Trompete          | 08′     |
|                   | Tremulant         |         |

| III Schwellwerk C–g3 |                       |        |
| 22.                  | Holzgedackt           | 16′    |
| 23.                  | Flûte douce           | 08′    |
| 24.                  | Viola di Gamba        | 08′    |
| 25.                  | Unda maris            | 08′    |
| 26.                  | Fugara                | 04′    |
| 27.                  | Nachthorn             | 04′    |
| 28.                  | Italienisch Prinzipal | 02′    |
| 29.                  | Sesquialtera II       | 02 ⁄3′ |
| 30.                  | Scharffmixtur V       | 01 ⁄3′ |
| 31.                  | Basson-Hautbois       | 16′    |
| 32.                  | Trompette harmonique  | 08′    |
| 33.                  | Clairon               | 04′    |
|                      | Tremulant             |        |

| Pedalwerk C–f1 |                        |        |
| 34.            | Untersatz              | 32′    |
| 35.            | Prinzipal              | 16′    |
| 36.            | Subbass                | 16′    |
| 37.            | Zartgedackt (= Nr. 22) | 16′    |
| 38.            | Oktavbass              | 08′    |
| 39.            | Gemshorn               | 08′    |
| 40.            | Choralbass             | 04′    |
| 41.            | Nachthorn (= Nr. 27)   | 04′    |
| 42.            | Prinzipal (= Nr. 28)   | 02′    |
| 43.            | Hintersatz VI          | 02 ⁄3′ |
| 44.            | Bassono grosso         | 32′    |
| 45.            | Bombarde               | 16′    |
| 46.            | Trompete (= Nr. 32)    | 08′    |
| 47.            | Clarine (= Nr. 33)     | 04′    |
| 48.            | Cornett                | 02′    |
|                | Tremulant              |        |

- Koppeln: I/II, III/II, III/I, I/P, II/P, III/P

### Glocken
In den Türmen hängen drei Gussstahlglocken der Glockengießerei Bochumer Verein.
| Name der Glocke  | Gießjahr | Schlagton | Gewicht (kg) | Durchmesser (cm) | Höhe (cm) | Inschrift                                                             |
| ---------------- | -------- | --------- | ------------ | ---------------- | --------- | --------------------------------------------------------------------- |
| Joseph-Glocke    | 1935     | c′        | 2010         | 170              | 135       | MR. JOSEPH CELEBRENT AGMINA COELITUM / GESTIFTET VON FAMILIE KLINNER. |
| Maria-Glocke     | 1935     | es′       | 1150         | 140              | 117       | AVE REGINA COELORUM / AVE DOMINA ANGELORUM                            |
| Sebastian-Glocke | 1955     | f′        | 1000         | 132              | 100       | + ST: SEBASTIANUS +                                                   |